# Stsanges
Stsanges (Songhees), jedna od glavnih bandi Songish Indijanaca koje je obitavalo u kraju između Esquimalta i Beecher Baya na jugu kanadskoj otoka Vancouver u provinciji Britanska Kolumbija. Ime ove grupe, kao najvažnije, poslužilo je da se u obliku Songish imenuju sve pripadajuće bande ovog plemena. Populacija im je 1909. iznosila 96; 103 (1904.)
U navedenom kraju živjeli su do 1913. a kasnije su preseljeni na područje Esquimalta, gdje im vjerojatno i danas žive potomci. Za ove Indijance kaže se da uvijek putovali vodom, i nikada kopnom. 